# 盖尔绍
盖尔绍（德語：Gersau）是瑞士联邦施维茨州盖尔绍区唯一的市镇。该市镇位于四森林州湖北岸，面积为23.7平方千米，海拔高度435米，2018年12月31日人口数为2,319。